# Porfirio Thierry Muñoz Ledo
Porfirio Thierry Muñoz Ledo Chevannier es miembro del Servicio Exterior Mexicano desde 1986. Ingresó al Servicio Exterior mediante concurso público y fue promovido estrictamente conforme al escalafón, desde el rango de Agregado Diplomático a las categorías subsiguientes. Desde 2012, es Embajador de carrera. Actualmente es Cónsul General de México en Toronto, Ontario, Canadá.

## Educación
El Embajador Muñoz Ledo es Licenciado en derecho por la Universidad Autónoma Metropolitana, Azcapotzalco, México, y maestro en administración y política pública por la Escuela de Economía de Londres (London School of Economics), del Reino Unido.

## Trayectoria
En su carrera diplomática, Muñoz Ledo ha desempeñado indistintamente funciones bilaterales, multilaterales y consulares y, en ocasiones, ha combinado varias responsabilidades. Ha estado adscrito en tres continentes. 
Su trayectoria consular la inició como Cónsul General de México en Boston, Massachusetts, Estados Unidos (2004-2007), cubriendo además la circunscripción de los estados de Maine, New Hampshire, Rhode Island y Vermont. Muñoz Ledo ha servido en calidad de Embajador ante el Reino de Marruecos (2007-2013) y, de forma concurrente, fue acreditado ante las repúblicas de Cote d'Ivoire, Federal de Nigeria, Gabonesa, de Ghana, de Malí y de Senegal. 
En los organismos multilaterales, fue Representante Permanente ante la Organización de las Naciones Unidas para la Educación, la Ciencia y la Cultura (UNESCO) con sede en París, Francia (2013-2016) y, en esa calidad, fue electo presidente de la Comisión del Programa y de Relaciones Exteriores (PX) del Consejo Ejecutivo. Fungió asimismo como presidente de la Reunión Intergubernamental (Categoría II) relativa a un Proyecto de Recomendación sobre la Protección y Promoción de los Museos y Colecciones en la UNESCO (2015), que derivó en la elaboración de la "Recomendación Relativa a la Protección y Promoción de los Museos y Colecciones, su Diversidad y su Función en la Sociedad", adoptada por la 38a. Conferencia General de la UNESCO en 2015. Muñoz Ledo formó parte del equipo negociador mexicano en los preparativos y en las XX y XXI Conferencias de las Partes de la Convención Marco de las Naciones Unidas sobre el Cambio Climático celebradas en Lima (2014) y en París (2015), respectivamente. 
En el campo bilateral, Muñoz Ledo ha servido en las Embajadas en Reino Unido y Austria y, en calidad de Jefe de Cancillería y luego como Encargado de Negocios, a. i., en la Embajada en Francia. 
En su faceta multilateral, ha estado adscrito a las Misiones Permanentes ante la Oficina de las Naciones Unidas y otras Organizaciones Internacionales con sede en Viena (1989-1994), encargado de la Organización de las Naciones Unidas para el Desarrollo Industrial (ONUDI) y otros Organismos Internacionales con sede en Ginebra (1994-1998), encargado del área de derechos humanos. En este último encargo, Muñoz Ledo también presidió el Grupo de Trabajo sobre el Plan de Mediano Plazo y el Presupuesto por Programas de la Conferencia de las Naciones Unidas sobre Comercio y Desarrollo (UNCTAD), en su decimoprimera sesión en 1998.  
En la Cancillería, se ha desempeñado como asesor en la Subsecretaría para África, Asia-Pacífico, Europa y Naciones Unidas (2001), encargado de promover la candidatura de México al Consejo de Seguridad de las Naciones Unidas. Ha ocupado asimismo la dirección general adjunta para el sistema de las Naciones Unidas (2000-2001), la dirección general para el sistema de las Naciones Unidas (2001-2003) y la dirección general de la Unidad de Asuntos Culturales (2003). 
Muñoz Ledo ha representado a México en conferencias y reuniones internacionales y ha sido invitado, en el ámbito académico, a participar en conferencias y seminarios. Tiene escritos artículos sobre la industria petrolera latinoamericana, la política cultural mexicana y la participación de México en el Consejo de Seguridad de las Naciones Unidas.